# Raismes
Raismes – miejscowość i gmina we Francji, w regionie Hauts-de-France, w departamencie Nord. 
W 1890 w Raismes urodził się francuski geolog Pierre Pruvost, badacz karbonu.
Według danych na rok 1990 gminę zamieszkiwało 14 099 osób, a gęstość zaludnienia wynosiła 423 osób/km² (wśród 1549 gmin regionu Nord-Pas-de-Calais Raismes plasuje się na 49. miejscu pod względem liczby ludności, natomiast pod względem powierzchni na miejscu 11.).
Gmina Raismes jest gminą partnerską polskiej gminy Łazy.